# Anochetus testaceus
Anochetus testaceus is een mierensoort uit de onderfamilie van de Ponerinae. De wetenschappelijke naam van de soort is voor het eerst geldig gepubliceerd in 1893 door Auguste Forel.